# Marchantiopsida
De Marchantiopsida vormen een van de drie klassen van de Levermossen. Er worden 3 klassen onderscheiden binnen de levermossen, waarvan de thalleuze Marchantiopsida als de morfologisch meer diverse kan worden beschouwd. Er komen soorten voor met een anatomisch eenvoudig tot gecompliceerd thallus.
Marchantiophyta:
1. Klasse Haplomitriopsida
  - Treubiidae
  - Haplomitriidae
2. Klasse Marchantiopsida
  - Blasiidae
  - Marchantiidae
3. Klasse Jungermanniopsida
  - Peliidae
  - Metzgeriidae
  - Jungemanniidae

| Fylogenetische stamboom van de Embryophyta naar Holt & Iudica |
| - Embryophyta (landplanten) - Marchantiophyta (Stotler & Crandall-Stotler 1977) (→ mossen s.l., bryofyten) - Haplomitriopsida - Treubiidae - Haplomitriidae - - Marchantiopsida - Blasiidae - Marchantiidae - Jungermanniopsida - Jungemanniidae - - Peliidae - Metzgeriidae - - Bryophyta (Schimper 1836) (→ mossen s.l., bryofyten) - - Sphagnopsida - Takakiopsida - - - Andreaeaobryopsida - Andreaeopsida - - Polytrichopsida - - Tetraphidopsida - - Buxbaumiopsida - Bryopsida - - Anthocerotophyta (Stotler & Crandall-Stotler 1977) (→ mossen s.l., bryofyten) - Tracheophyta, vaatplanten - † Rhyniophyta (Banks 1975) (→ pterofyten) - - - † Stam Zosterophyllophyta (Banks 1975) (→ pterofyten) - Stam Lycopodophyta (Cronquist & al. 1966) (→ pterofyten) - - † Stam Trimerophytophyta (Banks 1975) (→ pterofyten) - Euphyllophyta (Kenrick & Crane 1997) - † Klasse Cladoxylidopsida - - † Klasse Coenopteridopsida - - Stam Pteridophyta (Schimper 1879), varens - Lignophyta - † Orde Aneurophytales (→ progymnospermofyten) - - - † Orde Protopityales (→ progymnospermofyten) - † Orde Archaeopteridales (→ progymnospermofyten) - Spermatophyta, zaadplanten - † Klasse Lyginopteridopsida (→ zaadvarens) - - † Klasse Medullosopsida (→ zaadvarens) - - † Klasse Callistophytopsida (→ zaadvarens) - - Klasse Cycadopsida (→ naaktzadigen) - - † Klasse Peltaspermopsida (→ zaadvarens) - - - Stam Ginkgophyta (→ naaktzadigen) - - Stam Gnetophyta (→ naaktzadigen) - Orde Gnetales - Orde Ephedrales - Orde Welwitschiales - Stam Coniferophyta (→ naaktzadigen) - † Klasse Cordaitopsida - - † Klasse Voltziopsida - Klasse Pinopsida - - - † Klasse Caytoniopsida (→ zaadvarens) - † Stam Cycadeoidophyta (→ naaktzadigen) - Stam Angiospermophyta (Berry 1915), bedektzadigen - basale 'angiosperms' - - 'magnoliids', magnoliiden (Magnoliopsida) - - Monocotyledoneae ('monocots') - Dicotyledoneae ('eudicots') |
| niet-monofyletische groep (→ behoort tot de ...) wordt ook gerekend tot een polyfyletische groep |